# رای، آرکانزاس
رای (به انگلیسی: Rye) یک منطقهٔ مسکونی در ایالات متحده آمریکا است که در شهرستان کلیولند، آرکانزاس واقع شده‌است. رای ۱۱٫۳۰ کیلومتر مربع مساحت و ۱۴۶ نفر جمعیت دارد و ۵۷٫۰ متر بالاتر از سطح دریا واقع شده‌است.